# Suzaku (empereur)
Pour les articles homonymes, voir Suzaku.
L'empereur Suzaku (朱雀天皇, Suzaku Tennō (« empereur Phoenix »), 7 septembre 923 – 6 septembre 952) était le soixante-et-unième empereur du Japon, selon l'ordre traditionnel de la succession, et a régné de 930 à 946.

## Généalogie
Avant son avènement au trône du chrysanthème, son nom personnel (son iminia) était Hiroakira-shinnō.
Suzaku était le douzième fils de l'empereur Daigo.

### Épouses et descendance
- Princesse Kishi, sa nièce, née en 922, fille du prince héritier Hiroakira et de Fujiwara no Hitoyoshiko ; épouse impériale ; morte en 950 ; dont il eut :
  - Princesse Shoshi, née en 950 ; mariée en 963 à l'empereur Reizei ; titrée impératrice (kōgō) en 967 ; impératrice douairière (kōtaigō) en 973 ; grande impératrice douairière (tai-kōtaigō) en 986 ; morte en 1000
- Fujiwara no Keishi, fille de Fujiwara no Saneyori et d’une fille de Fujiwara no Tokihira ; épouse impériale (nyogo) ; morte en 942

## Biographie
Fils de l'empereur Daigo et de la princesse consort Onshi, une fille de Fujiwara no Mototsune, il monte sur le trône à la mort de son père en 930, à l'âge de sept ans.
- Ère Enchō 8, le 22e jour du 9e mois (930) : en la trente-troisième année du règne de Diago-tennō, l'empereur mourut ; et la succession (la senso) a été reçue par son onzième fils, Hiroakira-shinnō[3], aussi connu comme Yutaakira[4].
- Ère Enchō 8, le 11e mois (930) : bientôt, on dit que l'empereur Suzaku, âgé de 8 ans, accéderait au trône (le sokui)[5].
- Ère Jōhei 1, le 7e mois (931) : l'ancien empereur Uda mourut, âgé de 65[6].
- Jōhei 2, le 8e mois (932) : l'udaijin Fujiwara no Sadakata mourut à l'âge de 65 ans[6].
- Ère Jōhei 2, le 11e mois (932) : l'empereur célébra la fête Daï zió ye ; il offrit à cette occasion des présents de grand prix au dieu d'Ise, duquel descendait sa race, et sacrifia également aux autres dieux tutélaires de ce pays[6]
- Ère Jōhei 3, le 1er mois (933) : il y eut des bandes de voleurs à Heian-kyo[6].
- Ère Jōhei 3, le 2e mois (933) : le dainagon Fujiwara no Nakahira, frère de Takahira, devient udaijin[6].
- Ère Jōhei 3, le 12e mois (933) : dix des premiers dignitaires de l'empire allèrent chasser avec des faucons dans la plaine d'Owara ; ils étaient tous vêtus avec une grande magnificence[6].
- Ère Jōhei 4 mois (934) : le nombre des pirates s'étant accru considérablement dans les contrées de Sangyô et de Nankaï, l'empereur y envoya des troupes pour les arrêter[6].

Fujiwara no Tadahira devient alors régent, aux titres de sesshō puis de kampaku.
Durant son règne, Suzaku doit faire face à deux tentatives de rébellion. En 935, Taira no Masakado, gouverneur de la province de Shimosa, tue son oncle Kunika et rallie à lui de nombreux guerriers, gagnant ainsi le contrôle de la quasi-totalité du Kantō et s'autoproclame empereur en 939. La même année, sur les côtes de la mer intérieure, Fujiwara no Sumitomo rassemble des wakō (pirates) et se révolte également.
Fujiwara Sumitomo envahit, à la tête d'un grand nombre de pirates, la province d'Iyo, se rendit maître de celles de Bizen et de Harima, dont il fit prisonniers les princes, subjugua la contrée de Nankaidō et s'empara aussi de celles de San'yô (région de San'yō), de San'in (région de San'in) et de Sikai. Il avait été intimement lié avec Masakado Taira. Pendant leur séjour à Heian-kyo, ces deux chefs étaient convenus de se révolter et de conquérir tout l'empire. Makakado devait alors être proclamé empereur, et Sumitomo devenir Kampaku. En conséquence de ce plan, le premier était allé dans le Kanto, l'autre dans l'Iyo, pour assembler des troupes. Ils se soulevèrent en même temps dans les parties orientale et occidentale du Japon ; ce qui causa dans tout l'empire et dans la capitale une grande terreur. Minamoto no Tsunemoto, demeurant dans la province de Musashi, courut en hâte à Heian-kyo, pour en informer l'empereur, et fut récompensé de son zèle par le titre de Chinjufu Shôgun (général des armées défendant le Nord) et il est aussitôt envoyé pour mâter les rébellions (avec succès), mais malgré ses promotions et son travail au service de la Cour impériale, le clan Minamoto continuera d'être considéré par le kuge comme une vulgaire bande de brigands organisés, pendant de nombreux siècles. Minamoto no Tsunemoto était fils du Prince Sadazumi, qu'on dit avoir été le sixième fils de Seiwa-tennō.
Pour lutter contre ce qu'on appelle la rébellion de Jōhei Tengyō, le gouvernement impérial recrute des auxiliaires et des professionnels de la guerre, les samouraïs, pour combattre contre les Johei Tengyo.
En 946, Suzaku abdique et son jeune frère Murakami devient empereur.

### Kugyō
Le Kugyō (公卿) est un nom collectif pour les hommes les plus respectés du kuge, les fonctionnaires les plus puissants à la cour impérial, les ministres les plus importants en le daijō-kan-- kugyō de Suzaku-tennō.[pas clair]
Lors du règne de Suzaku (de 930 à 946), il y eut pour ministres :
- - Kampaku, Fujiwara no Tadahira　(藤原忠平), 941-946[9]
  - Daijō-daijin, Fujiwara no Tadahira　(藤原忠平), 936-946[9]
  - Sadaijin, Fujiwara no Tadahira　(藤原忠平), 924-936
  - Sadaijin, Fujiwara no Nakahira　(藤原仲平), 937-945
  - Udaijin, Fujiwara no Sadakata　(藤原定方),　924-932
  - Udaijin, Fujiwara no Nakahira　(藤原仲平), 933-937
  - Udaijin, Fujiwara no Tsunesuke　(藤原恒佐), 937-938
  - Udaijin, Fujiwara no Saneyori (藤原実頼),　944-946[10]

## Ères de son règne
Les années du règne de Suzaku sont plus spécifiquement identifiées par plus d'une ère japonais ou nengō.
- Ère Enchō (923-931)
- Ère Jōhei (931-938)
- Ère Tengyō (938-947)